# San Miguel, Amanalco
San Miguel, även San Miguel Tenextepec, är en ort i Mexiko, tillhörande kommunen Amanalco i den västra delen av delstaten Mexiko, i den centrala delen av landet. Orten hade 862 invånare vid folkräkningen 2010.